# Xã Auburn, Quận Shawnee, Kansas
Xã Auburn (tiếng Anh: Auburn Township) là một xã thuộc quận Shawnee, tiểu bang Kansas, Hoa Kỳ. Năm 2010, dân số của xã này là 3.147 người.